# Samodzielna Dywizja Kawalerii (URL)
Samodzielna Dywizja Kawalerii – wielka jednostka kawalerii Armii Ukraińskiej Republiki Ludowej.

## Formowanie i walki
Samodzielna Dywizja Kawalerii powstała formalnie w połowie lipca 1920 z oddziałów kawalerii walczących w składzie ukraińskich dywizji piechoty. W momencie powołania liczyła około sześciuset żołnierzy. Walczyła w obronie Zbrucza i pod Husiatynem. W sierpniu 1920 biła się pod Monasterzyskami. Podczas polskiej ofensywy w Galicji Wschodniej, 15 września przerwała front sowiecki i we współdziałaniu z polską 8 Dywizją Piechoty dokonała oskrzydlenia sowieckich oddziałów. Pod Tarnopolem dokonała obejścia i wyszła na tyły nieprzyjaciela tym samym uniemożliwiając mu zajęcie obrony na linii Seretu. Od 25 do 28 września walczyła o Płoskirów i Starokonstantynów.

## Struktura organizacyjna
Skład w lipcu 1920:
- dowództwo dywizji
- pułk Czarnych Zaporożców (z 1 Zaporoskiej Dywizji Strzelców)
- pułk im. Żeleźnieka (z 2 Wołyńskiej Dywizji Strzelców)
- 3 pułk konny (z 4 Kijowskiej Dywizji Strzelców)
- bateria artylerii

23 lipca liczebność dywizji wynosiła: 111 oficerów, 4 lekarzy, 14 urzędników wojskowych, 628 szeregowych liniowych, 201 nieliniowych; 480 koni wierzchowych, 24 zaprzęgowe i 216 taborowych; 100 wozów; 467 karabinów, 9 pistoletów, 433 szable, 70 lanc, 54 karabiny maszynowe, 5 lekkich dział polowych

## Żołnierze oddziału

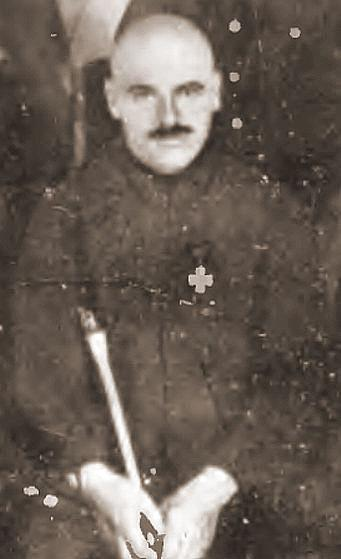
Iwan Omelianowicz-Pawlenko

| Dowództwo jednostki                   |                        |       |
| Stopień, imię i nazwisko              | Okres pełnienia służby | Uwagi |
| Dowódcy dywizji                       |                        |       |
| gen. chor. Iwan Omelianowicz-Pawlenko |                        |       |
| Szefowie sztabu                       |                        |       |
| sot. Iwan Capko                       | 1 – 6 VII              |       |
| sot. Porfiryj Sylenko-Kraweć          | 6 VII – 5 VIII         |       |
| sot. Jurij Ordanowskyj                | 5 VII – 2 IX           |       |
| sot. Porfiryj Sylenko-Kraweć          | 2 IX – koniec wojny    |       |